# PSD Bank Meeting
PSD Bank Meeting — международные легкоатлетические соревнования, которые проводятся на арене Sportpark в Дюссельдорфе (Германия). Проводятся ежегодно с 2006 года, обычно в начале февраля. Начиная с 2008 года соревнования в прямом эфире показывает телеканал Eurosport.

## Рекорды соревнований

### Мужчины
| Вид             | Рекорд   | Атлет             | Гражданство       | Дата            |
| --------------- | -------- | ----------------- | ----------------- | --------------- |
| 60 метров       | 6.52     | Ким Коллинз       | Сент-Китс и Невис | 11 февраля 2011 |
| 800 метров      | 1:45.44  | Адам Кжот         | Польша            | 10 февраля 2012 |
| 1500 метров     | 3:34.63  | Никсон Чепсеба    | Кения             | 11 февраля 2011 |
| 3000 метров     | 7:38.77  | Калеб Ндику       | Кения             | 8 февраля 2013  |
| 5000 метров     | 12:53.29 | Исиа Коэч         | Кения             | 11 февраля 2011 |
| 60 метров с/б   | 7.33     | Дайрон Роблес     | Куба              | 8 февраля 2008  |
| Прыжок с шестом | 5.85 м   | Мальте Мор        | Германия          | 11 февраля 2011 |
| Прыжок в длину  | 7.98 м   | Годфри Мокоена    | ЮАР               | 10 февраля 2012 |
| Прыжок в длину  | 7.98 м   | Игнисиус Гайса    | Гана              | 10 февраля 2012 |
| Толкание ядра   | 21.31 м  | Кристиан Кантвелл | США               | 10 февраля 2012 |

### Женщины
| Вид                   | Рекорд  | Атлет               | Гражданство | Дата            |
| --------------------- | ------- | ------------------- | ----------- | --------------- |
| 60 метров             | 7.06    | Мюрьель Аур         | Кот-д’Ивуар | 8 февраля 2013  |
| 400 метров            | 52.21   | Антонина Кривошапка | Россия      | 10 февраля 2012 |
| 800 метров            | 1:59.69 | Татьяна Петлюк      | Украина     | 6 февраля 2007  |
| 1500 метров           | 4:05.37 | Мариам Юсуф Джамал  | Бахрейн     | 17 февраля 2006 |
| 60 метров с барьерами | 7.84    | Келли Велс          | США         | 11 февраля 2011 |
| Прыжок в длину        | 6.60 м  | Фанни Джимо         | США         | 11 февраля 2011 |
| Тройной прыжок        | 14.84 м | Яргелис Савинье     | Куба        | 3 февраля 2010  |